# Барак 5 В
Барак 5 В (хорв. Baraka pet Be) — новела Мирослава Крлежі, вперше опублікована 1921 року в «Новій Європі» (книга II, № 8), а згодом у збірці «Хорватський бог Марс» (Загреб, 1922).

## Сюжет
Граф Максиміліан Аксельрод, нащадок давнього австрійського дворянства та офіцер Суверенного Мальтійського Ордену, шеф великої лікарні, яка під прапором Червоного Хреста знаходиться за лінією фронту на просторі між Станіславом та Краковом.  
В критичній ситуації в серпні 1916, коли після австрійського відступу очікується прихід росіян, Аксельрод разом з вишуканими дамами, що допомагають йому, та половиною персоналу, уходять у безпечне місце. В очікуванні прибуття ворожої армії, в лікарні настає анархія.  Хворі пиячать та ґвалтують двох медсестер. Розперезані і «ходячі» хворі, і російські полонені, які виконували допоміжні завдання.
Завдяки успішній австрійській контратаці неприятель не дістався до лікарні. Аксельрод повертається, відновлюючи порядок у своєму закладі.  Сімох полонених розстрілюють. Поранених примушують взяти участь у гротескному параді з вітанням австрійському прапору. Пізніше керівники бенкетують перед бараками, промовляючи тости на честь перемоги.
Оповідання головним чином зосереджено на описі бараку «5 В», де лежать важкі поранені, зокрема, прооперовані, нерухомі  та безнадійні.  Тут змішані до однієї купи угорці та хорвати, австрійці, словаки та італійці з Рієки, росіяни-військовополонені  з Сибіру. Мішаються голоси, пісні, народні вірші та приказки на різних мовах, цинізм та безсоння, хрип та агонія.
Історія описана в традиції експресіоністської  замальовки масових сцен з колективним гравцем, в якому частково індивідуалізованим є образ студента Вучіча, який лежить на ліжку № 8 (на котрому щоночі вмирає черговий хворий) з простріленими легенями. Не зважаючи на важкий стан, його викупали в бетонному басейні зі смердючою водою, в якій плавають криваві бинти та вата.  В агонії Відовіч слухає, як кожен своєю мовою кличе Господа чи матір, відчуваючи себе безпомічно й незахищено при думці про хорватського Христа. «На брудній дорозі, біля якої не пройде жоден п'яниця, щоб його не проклясти, дерев’яний  хорватський Бог, голий, жалюгідний, без лівої ноги, о, Бог у солдатському кашкеті…»  У безсилому відчаї Відовіч схиляється над своїм посудом з помиями, з наміром вилити їх на скатертину священника з вікна бараку, але в цьому смертельному бунтівному пориві падає у вилив  власної крові.
З Відовічем Крлежа намалював специфічну трагічну долю хорватського широкого Подунав'я. Локація дії та сукупність персонажів  твору — поранених, штабних, дворянських, від найнижчих  до найвищих — це гротескний символ Австро-Угорської монархії, претензійно  декоративний у відвертому образі, але й дезорієнтований і деморалізований напередодні  остаточного краху. Натуралістично гротескна смерть індивідів підкреслює цю вражаюче продуману тему однієї з найкоротших, але змістовно найбільш насичених  текстів  Крлежи.

## Переклад на українську
Оповідання вперше опубліковане в перекладі на українську в часописі "Всесвіт", № 9-12 за 2021 рік

## Цікаві факти
Незважаючи на те, що збірка «Хорватський бог Марс» двічі, у 1968 та 1981 рр. видавалася в УРСР, у видавництві «Дніпро», оповідання «Барак 5 В» до нього не входило і не публікувалося.